# Otto Junker

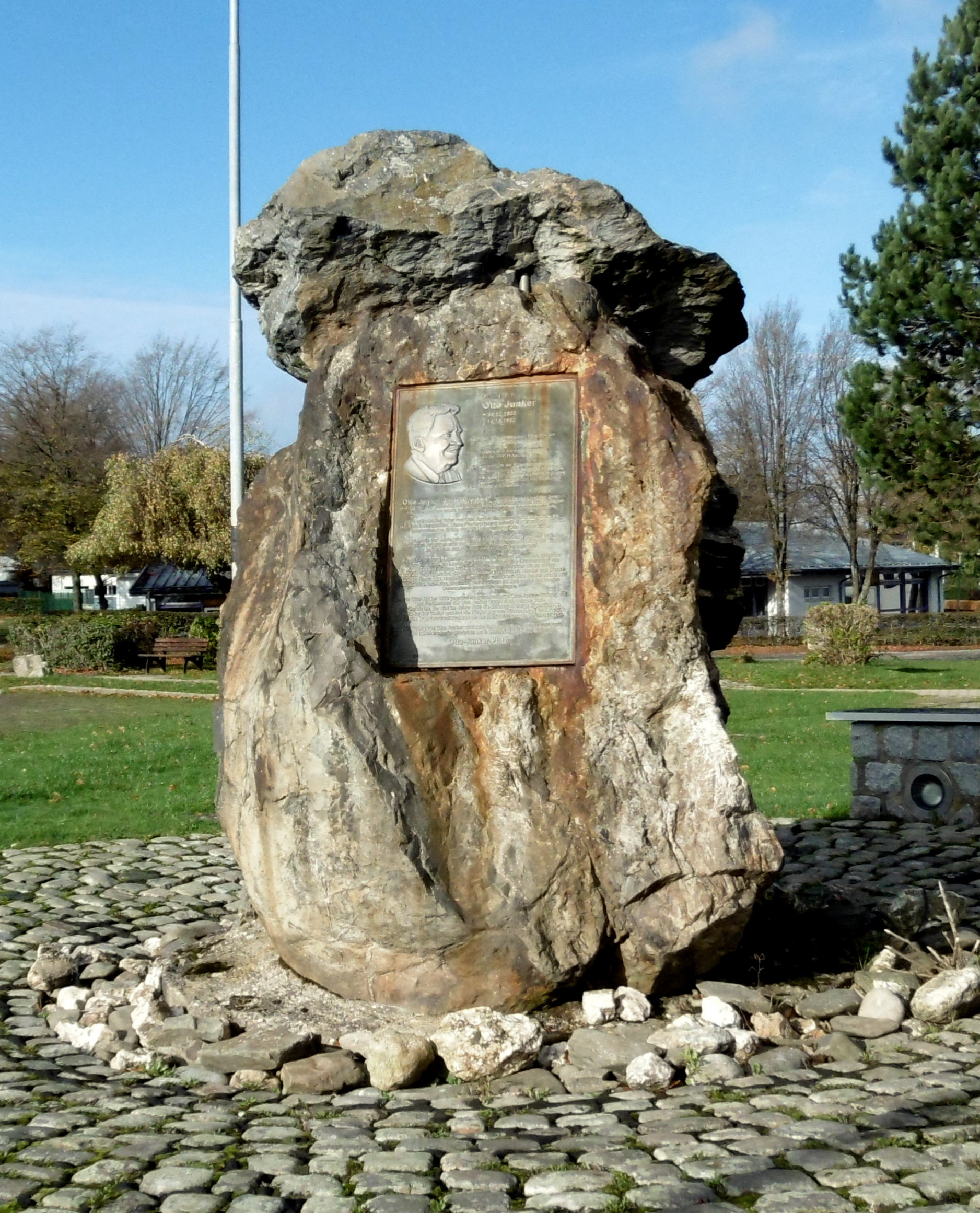
Otto-Junker-Denkmal Lammersdorf

Otto Junker (* 6. Dezember 1900 in Barmen; † 14. Oktober 1982 in Lammersdorf) war ein deutscher Ingenieur und Gründer der Otto Junker GmbH in Lammersdorf.

## Leben und Wirken
Otto Junker war der Sohn von Andreas Junker und der Maria, geborenen Meyer, die ursprünglich in Budapest gelebt hatten. Nach dem Besuch des Realgymnasiums in Eschweiler wechselte Otto Junker später auf die Hindenburgschule in Aachen, wo er 1918 sein Abitur ablegte. Noch in seinen letzten Schuljahren assistierte Junker bei seinem Vater, der als Werkmeister im messingverarbeitenden Unternehmen von Asten & Lynen in Stolberg im Rheinland, der späteren Stolberger Metallwerke, tätig war und 1912 als Erfinder einer wassergekühlten Kokille für die NE-Halbzeugindustrie bekannt wurde. Im letzten Kriegsjahr des Ersten Weltkrieges leistete Otto Junker seinen Wehrdienst in einer Torpedo-Einheit bei der Marine.
Anschließend begann er ein Studium der Metallhüttenkunde an der TH Aachen und assistierte weiterhin bei seinem Vater in Stolberg. Im Jahr 1922 gründete er dort die erste Junkerfirma für den Bau elektrischer Geräte, die er 1924 nach Lammersdorf umsiedelte. Nach dem Tod des Vaters im Jahr 1925 war er alleiniger Eigentümer des Unternehmens und übernahm noch eine Zeitlang die technische Leitung des Messingwerkes in Stolberg. Diese Doppelbelastung führte dazu, dass Junker sein Studium im fortgeschrittenen Status ohne Abschluss abbrechen musste. Im Jahr 1930 heiratete Junker Hanni, geb. Dejosez; die Ehe blieb kinderlos.
Während der Zeit des Nationalsozialismus schloss Junker sich mehreren nationalsozialistischen Gruppierungen an, darunter 1934 der Deutschen Arbeitsfront, der Nationalsozialistischen Volkswohlfahrt und dem NS-Bund Deutscher Technik sowie dem Reichskolonialbund und dem Volksbund für das Deutschtum im Ausland. Schließlich wurde er 1935 Mitglied im NSFK und trat zum 1. Mai 1937 der NSDAP bei (Mitgliedsnummer 4.615.324). Zwischenzeitlich hatte Junker 1934 noch  ein Zweigwerk in Gevelsberg aufgebaut. Während des Zweiten Weltkrieges wurde er als Ingenieur und Fabrikant vom Militärdienst freigestellt. Dafür übernahm er in den Jahren 1942/1943 für einige Monate das Amt eines kommissarischen Kreiswirtschaftsberaters und Prüfer der Wirtschaftsgruppe Elektro-Industrie in Belgien.
Nach dem Krieg wurde Junker durch die amtierende Militärregierung als Besitzer und technischer Leiter aus seinem Betrieb in Lammersdorf aufgrund seiner Tätigkeit als Kreiswirtschaftsberater ausgeschlossen. Erst nach einem Entnazifizierungsverfahren im April 1949 konnte Junker seine Geschäftsleitung wieder aufnehmen, nachdem er vom Entnazifizierungsausschuss in Stufe „fünf“ als „Entlasteter und vom Gesetz nicht Betroffener“ eingestuft worden war.

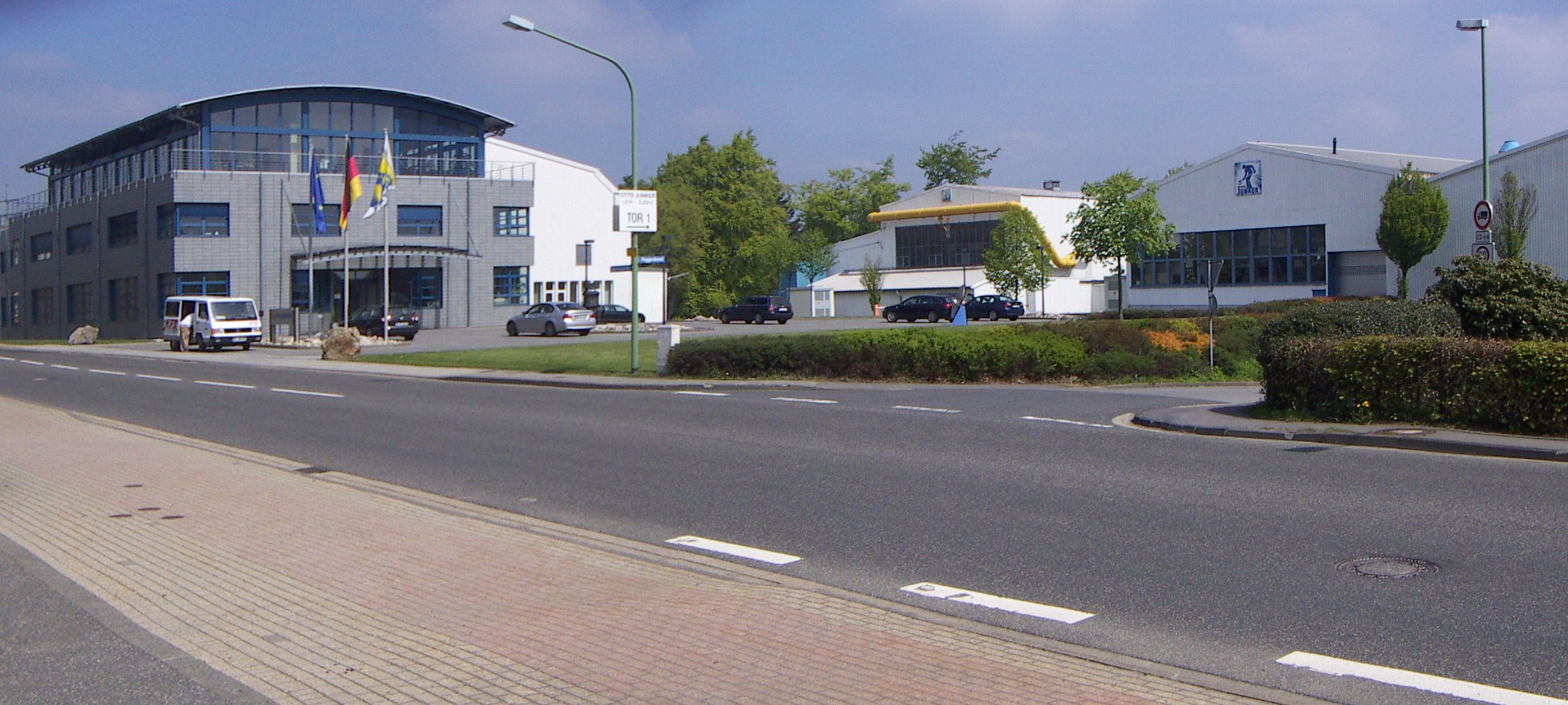
Otto Junker GmbH

Fortan leitete er wieder die Lammersdorfer Otto Junker GmbH und pflegte weiterhin eine produktive Zusammenarbeit mit der TH Aachen. Er baute sein Unternehmen zu einem der weltweit führenden Produzenten für komplexe Industrieofenanlagen aus und erlangte bis 1960 insgesamt 100 deutsche, englische, französische und amerikanische Patente.
Wegen seiner Kinderlosigkeit gründete Junker im Jahr 1970 die Otto-Junker-Stiftung, die nach seinem Tod im Jahr 1982 als alleiniger Besitzer die Unternehmensleitung übernahm und sowohl die Kontinuität und den Fortbestand seines Unternehmens sichern als auch mit den Erträgen seiner Firma die Wissenschaft und Forschung nachhaltig fördern sollte. Die Stiftung vergibt seit 1989 die Otto-Junker-Stipendien für an der RWTH vollimmatrikulierte Studierende der Studiengänge „Elektrotechnik und Informationstechnik“ sowie der „Metallurgie und Werkstofftechnik“ mit guten Studienleistungen als Teilfinanzierung zu Auslandsstudienplanungen und seit 1992 den Otto-Junker-Preis an herausragende Studierende dieser beiden Fachgruppen.

## Ehrungen
- 1943: Ernennung zum Ehrenbürger der TH Aachen
- 1962: Ehrendoktorwürde der RWTH Aachen
- 1964: Ehrenbürgerrechte der Gemeinde Lammersdorf, die mit der kommunalen Neugliederung zu Ehrenbürgerrechten der Gemeinde Simmerath wurden.
- 2015 (posthum): Umbenennung des bisherigen Dorfplatzes in Lammersdorf zu Otto-Junker-Platz, zugleich dortige Aufstellung eines Steinmonuments mit Inschriftentafel.[6]